# 남지중학교
남지중학교(南旨中學校)는 대한민국 경상남도 창녕군 남지읍 마산리에 있는 사립 중학교이다.

## 학교 연혁
- 1947년 4월 20일 : 남지 중등공민학교 설립인가
- 1947년 9월 8일 : 남지 중등공민학교 개교
- 1949년 12월 20일 : 학교법인 남지학원(남지 초급 중학교) 설립인가
- 1951년 8월 31일 : 교육법 개정에 의거 남지중학교로 교명 변경
- 1960년 5월 24일 : 남지학원과 일민학술원 재단 합병
- 1999년 9월 9일 : 학교법인 남지학원 신경헌 이사장 취임
- 2021년 9월 1일 : 제17대 임원희 교장 취임
- 2023년 2월 3일 : 제74회 졸업식(졸업생 68명, 누계 11,232명)

## 참고 자료
- 남지중학교 - 한국교육학술정보원 학교알리미